# Manifiesto del surrealismo
El Manifiesto del surrealismo (Manifeste du surréalisme), más adelante conocido como Primer manifiesto del surrealismo es un texto publicado el 15 de octubre en 1924 por André Breton. Originalmente redactado como un prefacio para el libro Poisson soluble, cobró vida e importancia propias. Junto a Paul Éluard escribió después un Segundo manifiesto del surrealismo, publicado cinco años más tarde. A partir de la década de 1960, ambos textos y otros afines redactados posteriormente, también con carácter programático, se unieron para conformar un libro que se publicó bajo el título Manifiestos del surrealismo, el que se tradujo a varios idiomas. La primera edición de estos manifiestos en español se publicó en 1965, con el prólogo de su traductor, Aldo Pellegrini. Aunque el Manifeste de Breton es el que finalmente tuvo mayor difusión, no es estrictamente el primero, puesto que dos semanas antes, Yvan Goll publicó el primer número de la revista Surrealism, que vio la luz el 1 de octubre de 1924 y que también contenía un Manifiesto del Surrealismo. El movimiento surrealista ya había sufrido quiebres, pero con el acto de esta publicación se marca una primera división de aguas entre el grupo en torno a Yvan Goll y el de André Breton y sus amigos. Con la publicación del segundo manifiesto la polarización en el movimiento adquiere un claro contenido político.

## PrimerManifiesto, escrito por Breton
En su escrito de 1924, André Breton define el surrealismo de la siguiente manera:

Automatismo psíquico puro por cuyo medio se intenta expresar verbalmente, por escrito o de cualquier otro modo, el funcionamiento real del pensamiento. Es un dictado del pensamiento, sin la intervención reguladora de la razón, ajeno a toda preocupación estética o moral.
André Breton, Manifeste du surréalisme, 1924

En este primer manifiesto surrealista Breton presenta la escritura automática, la reivindica y levanta como expresión fundamental entre los autores del movimiento porque sería la forma en que realmente se expresa el pensamiento sin barreras, al tiempo que favorece el despliegue de la imaginación. Destaca también la importancia y fuerza de las imágenes. Declara que su movimiento une el sueño no la vigilia en la literatura, entrega el poder a las imágenes. Sugiere, en cambio, prescindir de la reflexión, de las observaciones y del análisis racional, como asimismo de las generalizaciones y otras funciones cognitivas que distorsionan el producto del pensamiento puro.
Breton explica en el manifiesto que su movimiento quiere dar continuidad a la obra de Guillaume Apollinaire y Gerard de Nerval, en particular en lo que respecta a su interés por los sueños. Apoyándose en las ideas de Freud, los surrealistas quisieron adentrarse en un terreno hasta allí poco explorado por la literatura: el ámbito de los sueños, buscando que fluyese lo inconsciente de manera libre para superar una literatura empantanada en lugares comunes.
El ámbito de temas que aborda corresponde a las raíces más puramente artísticas del movimiento surgido del dadaísmo. Aunque ya existían en 1924 los gérmenes de los conflictos que más tarde se agudizarían en el movimiento surrealista con su politización (principalmente tras la incorporación al Partido Comunista Francés de Paul Éluard en 1926 y André Breton en 1927), en el primer texto de Breton no hay ácidas críticas a personajes de la política, sino que la crítica se dirige al arte, principalmente a la literatura y el aburrimiento que causaría su falta de originalidad. La revolución necesaria está referida en este primer momento al movimiento artístico, al arte, no a la sociedad. 
Firman el primer manifiesto los artistas seguidores del ideario freudiano que veían en la expresión del inconsciente una enorme fuerza creadora, entre otros Aragon, Éluard y Miro. Este último sería más tarde expulsado del movimiento y, al no querer suscribir el giro hacia el marxismo, fue calificado como traidor.
El manuscrito de este Manifiesto de 1924 fue rescatado por el Ministerio de Cultura de Francia en 2017 desde una subasta entre particulares, declarándolo «tesoro nacional».

## Segundo manifiesto del surrealismo
En diciembre de 1929, aparece el número 12 de la revista La Révolution Surréaliste y con él la publicación de André Breton de su segundo manifiesto: Second Manifeste du surréalisme. Al contrario del manifiesto anterior, este es un texto esencialmente político y polémico. 
El movimiento surrealista había comenzado a politizarse a partir de 1925, publicando diversos textos de denuncia y cartas de protesta contra la guerra dirigidas, entre otros, a la iglesia católica y al dalái lama, en los que el movimiento se pronunciaba por la paz, por la libertad de los presos y de los locos. Sin embargo, a pesar de sus proclamas de izquierda no fueron bien vistos, ni lograron generar confianza de la directiva estalinista que dominaba al movimiento comunista y sus partidos. Aunque quieren incorporarse y militar en el partido francés, son recibidos con suspicacia, críticas ácidas y fuerte desconfianza como movimiento intelectual burgués.
No obstante, en su Segundo Manifiesto del Surrealismo Breton critica duramente a los surrealistas "puros" que no están luchando por la revolución marxista y la causa del comunismo. El discurso de Breton se orienta aquí principalmente a explicar por qué el surrealismo tiene implicaciones políticas que lo fuerzan a un compromiso con el comunismo y la revolución social. También dedica parte del escrito a explicar las razones de la expulsión del movimiento de varios de los primeros seguidores.
Pocos años más tarde, tras muchos reacomodos y cambio de postura a ambos lados, el Partido Comunista Francés acaba expulsando a Breton, Éluard y Crével. La nueva escisión da por resultado un grupo de surrealistas identificado con el PCF, y otro que se mantiene junto a Breton y se orienta a partir de ahí hacia el trotskismo.
Este texto provocó varias réplicas en el movimiento, y ocasionó fuerte controversia. Entre otras, cabe destacar la contestación de Robert Desnos, publicada en 1930 y que tituló Troisième Manifeste du surréalisme, [Tercer Manifiesto del Surrealismo].